# Замок Томгрейні

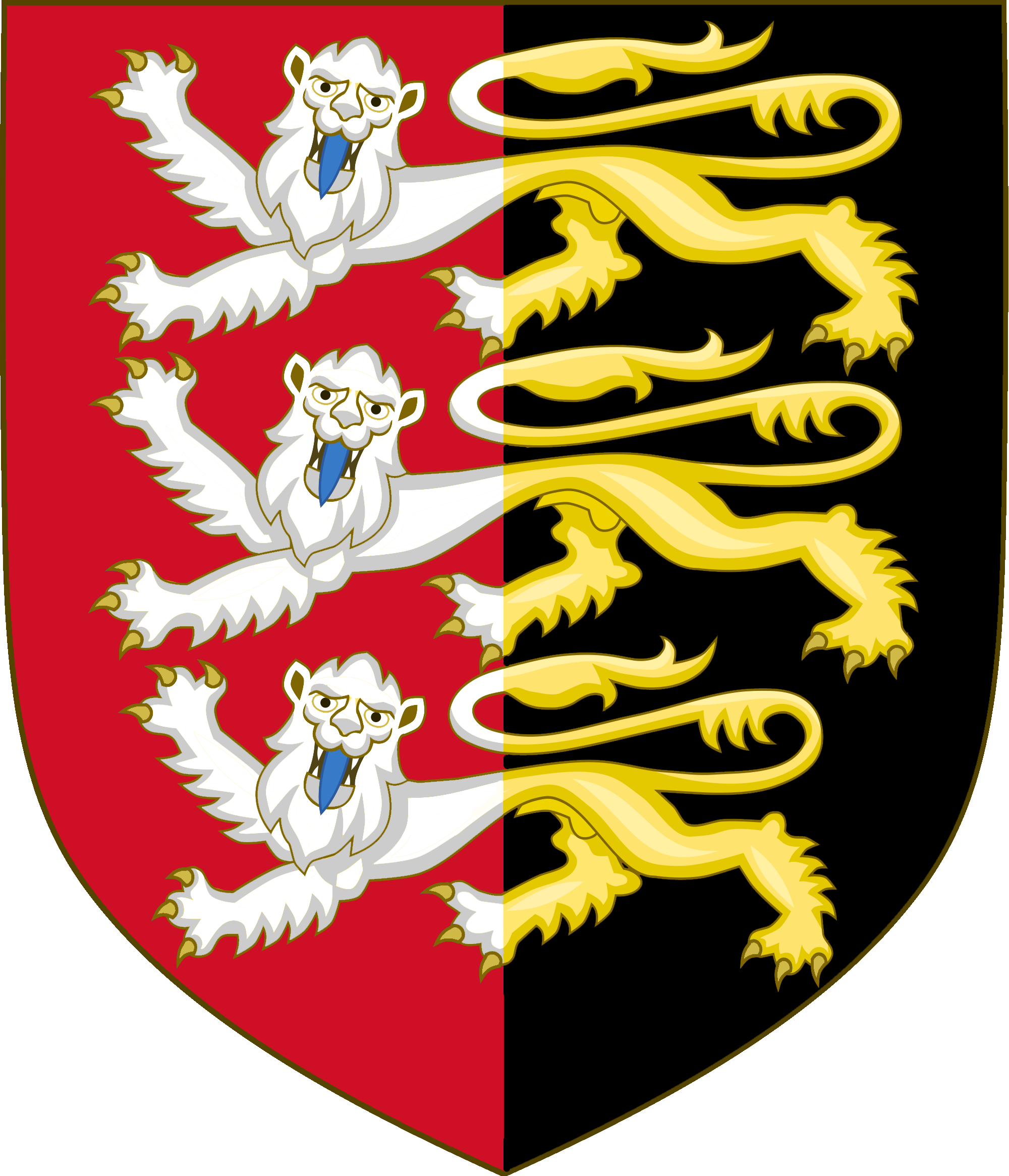
Герб вождів клану О'Грейді.

Замок Туамгрені (англ. Tuamgraney Castle, ірл. Caisleán na Tuaim Gréine) — замок Томгрейні, замок Могили Грейне, замок Туайм Грейне — один із замків Ірландії, розташований в графстві Клер, на території одноіменного приходу. Недалеко від замку є річка Грейне та озеро Лох-Дерг. Біля замку є давнє поселення, відоме як Церква Святого Кронана. Храм, що був в цьому селищі вважається найдавнішим християнським храмом на всіх Британських островах. Назва «Молила Грейне» пов'язана з персонажем ірландських легенд і стосується жінки яка нібито жила в ІІ — ІІІ століттях н. е. Інша назва замку — замок О'Грейді (англ. O'Grady Castle, ірл. Caisleán na Ó Grádaigh) — за назвою клану, який його збудував — клану О'Грейді (О'Градайх). Біля замку є місце, яке називають Могилою Грейне — це курган та мегалітична споруда ще часів неоліту, є меморіальний парк загиблим під час голодомору в Ірландії 1848 року та пам'ятник полеглим за свободу Ірландії.

## Історія замку Туамгрені
Замок Туамгрені був побудований в 1500 році ірландським кланом О'Грейді біля селища і церкви Святого Кронана для захисту селища та церкви на місці більш давньої оборонної споруди — круглої башти. Святий Кронан був в свій час абатом та єпископом, що заснував монастир Роскреа. Селище, монастир та башта Туамгрені або Святого Кронана згадується в Ірландських літописах з 735 року. Вежу Святого Кронана відремонтував і зміцнив верховний король Ірландії Бріан Бору десь біля 1000 року. На той час церква Святого Кронана була відомим релігійним центром Ірландії. Король Бріан Бору відвідав церкву Святого Кронана ще раз в 1012 році з метою здійснення прощі і відремонтував церкву та дзвіницю. Клан О'Грейді був сильним кланом західної Ірландії в XIV—XV століттях, дав Ірландії чимало церковних діячів. Зокрема, відомим був в Ірландії Джон О'Грейді (О'Градайх) — архієпископ Кашеля в 1332 році. Його син Джон О'Грейді був архієпископом Теама в 1368 році. Його син — з тим же ім'ям — Джон О'Грейді був єпископом Ельфіну в 1405 році. Клан О'Грейді володів цими землями та замком, поки їх не витіснив клан Брейді. Володарі замку Туамгрені володіли в свій час титулами пера Ірландії та віконта Гвілламор. У 15060 році замок Туамгрені та замок Скаріфф належали Едмонду О'Грейді. У 1633 році Річард Бойл — І граф Корк купив землі та замок на північ від річки Грейне. У тому числі він купив металургійні печі Скаріфф, що стояли неподалік. Ці землі були об'єднані з приходои Мойноу у єдиний прихід Скаріфф. Сьогодні ці землі належать до римо-католицької парафії Скаріфф та Мойноу, єпархії Кіллалоу. Південна частина земель Туамгрені поєдналися з давнім приходом Кілноу в XVIII столітті для формування приходу Бодайк. Римсько-католицька парафія Бодайк охоплює Бодайк, Кілноу і Томгрейні — теж належить до єпархії Кіллалоу. Біля замку Туамгрейні народився відомий новеліст Една О'Браєн в 1930 році. У церкві Святого Кронана похований відомий знавець генеалогії Едвард МакЛісахт. Замок Туамгрені був оспіваний в народних піснях.
Замок Туамгрені баштового типу з навісними бійницями, вікнами та злегка втопленими дверима. Були колись підземелля та таємні кімнати на першому поверсі. Доступ до замку можливий через товариство «Ермітаж Східного Клер», що нині є в храмі Святого Кронана, що стоїть біля замку.